# Eburodacrys sticticollis
Eburodacrys sticticollis là một loài bọ cánh cứng trong họ Cerambycidae.